# Отдел „Селскостопански“ при ЦК на БКП
Отделът „Селскостопански“ при ЦК на БКП, до 27 декември 1948 г. БРП (к.), е помощен орган на ЦК на БКП в периода 1944–1989.

## История
На 20 октомври 1944 г. Политбюро създава отдел „За работа в село“ - селски отдел, който работи в тясна връзка с отделите на ЦК „Организационен“, „Стопански“ и с Агитпропа. С решение на Политбюро от 12 декември 1945 г. Селотделът се слива с Орготдела, в който се създава селски сектор. След 26 август 1946 г. селският сектор в Орготдела се разформирова, като ръководството на селските масови организации се поема от „Стопанския отдел“ на ЦК.
На 11 февруари 1949 г. по решение на пленума на ЦК Селският отдел отново се възстановява. В края на 1949 г. Селският отдел на ЦК се преустройва в отдел „Селскостопански“. Вътрешната структура на отдела е построявана съобразно задачите през различните етапи. Той е един от малкото отдели на ЦК, който не е претърпял сериозни промени при няколкото съществени реорганизации на апарата на ЦК.

## Завеждащи отдела
- Титко Черноколев (от 1944)
- Пеко Таков (от 1949)[5]
- Георги Костов (1949 – 1950)
- Никола Стоилов (1949 – 1951)
- Станко Тодоров (1951 – 1952)
- Георги Костов (1954 – 1956)
- Пенко Кръстев (1967 – 1973)
- Вълкан Шопов (1973 – 1978)
- Ангел Бобоков (1978 – 1983)